# Onsild Herred

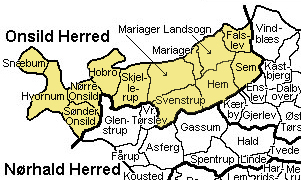
Onsild Herred

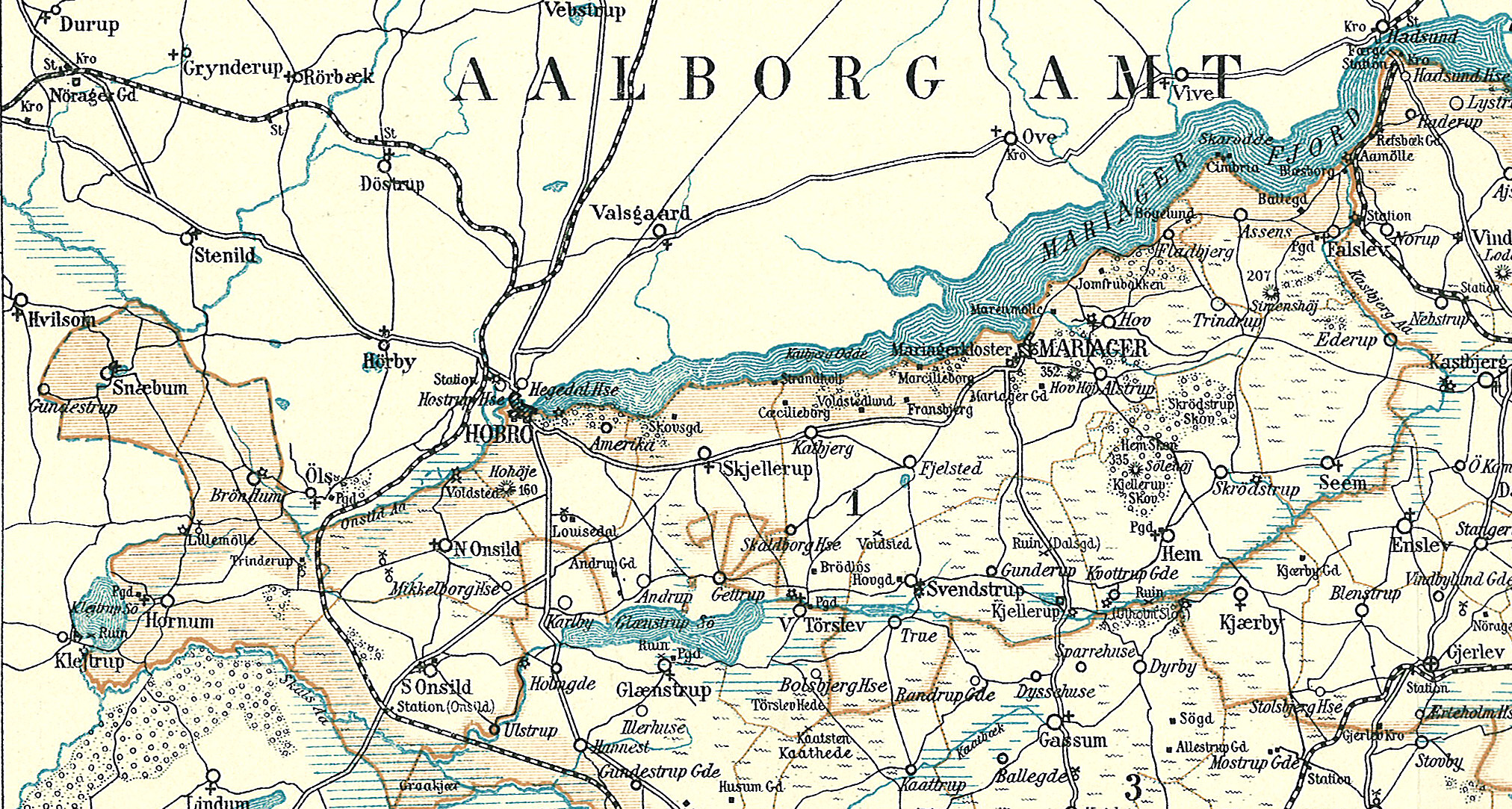
Onsild Herred rond 1900

Onsild Herred was een herred in het voormalige Randers Amt. In  Kong Valdemars Jordebog wordt Onsild vermeld als Othænshyllæhæreth Bij de bestuurlijke reorganisatie in Denemarken in 1970 gingen een aantal parochies in het noordwesten over naar de provincie Noord-Jutland, de rest werd gevoegd bij de nieuwe provincie Aarhus.

## Parochies
Onsild was oorspronkelijk verdeeld in 10 parochies. Daarnaast lagen de steden Hobro en Mariager binnen de herred.
- Falslev
- Hem
- Hobro
- Hvornum
- Mariager
- Mariager Landsogn
- Nørre Onsild
- Sem
- Skjellerup
- Snæbum
- Svenstrup
- Sønder Onsild